# Кайрамо, Альфред Освальд
Альфред Освальд Кайрамо (фин. Alfred Oswald Kairamo, до 1906 года — Чилман; 4 октября 1858, Якобстад, Великое княжество Финляндское — 29 июля 1938, Хаттула, Финляндия) — финляндский политик, геоботаник, промышленник.

## Биография
Родился в семье богослова Альфреда Чилмана (1825—1904).
Окончил среднюю школу в 1875 году, получил степень бакалавра гуманитарных наук в 1880 году, степень магистра в 1882 году и доктора в 1883 году.
Доцент с 1885 года и с 1897 по 1903 г. экстраординарный профессор ботаники Гельсинфорсского университета.
Принимал участие в экспедиции в Инари в Лапландии в 1880 году.
С 1887 до 1891 года с геологом Вильгельмом Рамзаем и геодезистом Альфредом Петрелиусом провели комплексные исследования Кольского полуострова.
Один из первых ученых, посетивших Мурманскую область и собравших образцы цианопрокариот
Вместе со слугой Михаилом Дорофеевичем Ивановым путешествовал по Кемскому и Кольскому уездам Архангельской губернии.
Освальд Чильман открыл гряду Кейва в Хибинах, обнаружил вечную мерзлоту на болотах, установил границы распространения сосны, ели, березы. В 1889 Выполнил геоботаническое обследование Мурманского побережья в районе архипелага Семь островов
С 1903 — член Сената Финляндии.
С 1906 году Чилман сменил свою фамилию на Кайрамо.
Был также дипломатическим представителем Финляндии в Эстонии в 1919 году.
Промышленник в области лесной и бумагоделательной промышленности.
С 1918 по 1919 год был членом финского Сейма.
Дед руководителя концерна «Нокиа» Кари Кайрамо

## Память
- В его память Александр Ферсман дал название горе в западной части Хибин[5]
- Hieracium kihlmanii Ястребинка Чильмана
- Drosera kihlmanii Росянка Кьельмана
- Nostoc kihlmanii